# يوردانو
يوردانو (بالإسبانية: Yordano) ولد باسم جيوردانو دي مارزو ميغاني وهو مغني، كاتب أغاني وعازف قيثارة إيطالي ذي أصول فنزويلية.

## النشأة
ولد يوردانو في 27 أكتوبر 1951 في روما، بإيطاليا، لكنه سرعان ما انتقل رفقة والديه إلى كراكاس في سن مبكرة (كان عمره حينها 12 سنة فقط)، وقد تلقى تعليمه في المدارس المشتركة هناك، ثم تخرج كمهندس معماري من جامعة فنزويلا المركزية، حيث شارك في الفعاليات الموسيقية وغيرها من المظاهرات، بينما كان يحضر الجامعة أصبح يعرف باسم غزير وكاتب الاغاني، وقد طور خطواته في مجال الفن والموسيقى بالخصوص إلى أن أصبح ذائع الصيت وبات يعمل في العديد من الفرق والمجموعات الغنائية.

## المرض
في آب/أغسطس من العام 2014، تم تشخيص إصابة يوردانو بمتلازمة خلل التنسج النخاعي، لكن ذلك لم يؤثر عليه حيث كان واصل العمل بنجاح خاصة في فترة كانون الثاني/يناير من العام 2015 في مدينة نيويورك، وقد واصل اتباع جدول علاجه وفي نفس الوقت واصل تقديم عروضه الغنائية والموسيقة.

## الألبومات

### ألبومات منفردة
| العام | الألبوم                                      | التسمية                   | المرجع |
| ----- | -------------------------------------------- | ------------------------- | ------ |
| 1982  | Negocios ابن Negocios                        | Polygram                  | [ 5 ]  |
| 1984  | Yordano                                      | بوليدور                   | [ 6 ]  |
| 1986  | Jugando Conmigo                              | Sonográfica               | [ 7 ]  |
| 1988  | لوناس                                        | Sonográfica               | [ 8 ]  |
| 1990  | نهائيات de Siglo                             | Sonográfica               | [ 9 ]  |
| 1992  | دي سول Sol                                   | Sonográfica               | [ 10 ] |
| 1995  | Sabor دي Cayena                              | سوني الموسيقى             | [ 11 ] |
| 1997  | Fiebre                                       | سوني الموسيقى             | [ 12 ] |
| 1998  | طابت ليلتكم de Luna/Yordano ar Concierto     | Airo الموسيقى (Double CD) | [ 13 ] |
| 2000  | ¡ماذا Lindas بني!                            | Perla Negra/Recordland    | [ 14 ] |
| 2002  | Secretos de la noche                         | Perla Negra/اللاتينية     | [ 15 ] |
| 2003  | La Historia – 20 Años de Exitos ar Concierto | اللاتينية العالم          | [ 16 ] |
| 2007  | El Deseo                                     | مستقلة                    | [ 17 ] |
| 2011  | Yordano hoy En Vivo                          | مستقلة (Double CD)        | [ 18 ] |
| 2013  | Sueños clandestinos                          | مستقلة                    | [ 19 ] |
| 2014  | Manifiesto                                   | المستقلة EP               | [ 20 ] |
| 2016  | El Tren de los Regresos                      | سوني الموسيقى             | [ 21 ] |

### أناشيد
| العام | الألبوم                         | الفنان       | التسمية         | المرجع |
| ----- | ------------------------------- | ------------ | --------------- | ------ |
| 1978  | روخو سانجر                      | Sietecuero   | المخملية        | [ 22 ] |
| 1983  | Daiquirí                        | Daiquirí     | Sonográfica     | [ 23 ] |
| 1986  | فندق flor de piel               | لوز مارينا   | Sonográfica     | [ 24 ] |
| 1986  | تيرسيرا Etapa                   | غواقة        | Sonográfica     | [ 25 ] |
| 1989  | بتانيه                          | غواقة        | Sonográfica     | [ 26 ] |
| 1993  | Vuelve                          | Colina       | Sonográfica     | [ 27 ] |
| 1998  | Duetos                          | سيمون دياز   | Rodven/Polygram | [ 28 ] |
| 2008  | Pasajeros ar tránsito           | روك فاليرو   | ICRecords       | [ 29 ] |
| 2009  | Tesoros de la Música Venezolana | ايلان تشيستر | مستقلة          | [ 30 ] |

## روابط خارجية
- يوردانو على موقع IMDb (الإنجليزية)
- يوردانو على موقع ميوزك برينز (الإنجليزية)
- يوردانو على موقع ديسكوغز (الإنجليزية)